# サシガメ
サシガメ（刺椿象・刺亀虫）は、カメムシ目カメムシ亜目のサシガメ科 Reduviidae の昆虫の総称。肉食性（吸血性を含む）である。
世界で900以上の属に分類される6,000種以上が知られる。時にはサシガメ上科の他の科を含めて「サシガメ」と総称することもある。なお、名前や形が似たものにマキバサシガメ科があるが、系統的に近いものではないと考えられて別の上科に分類されている。

## 特徴
一般のカメムシ類とは異なり肉食性である。多くの種は捕食性で、主として昆虫などの小型無脊椎動物を捕らえるが、ヒトを含む脊椎動物に対する吸血性を発達させたものがあり、昆虫食の種でも捕らえたり触れたりしたときなどに偶発的にヒトを刺すこともある。ヒトなどから吸血する種の一部は感染症の媒介者ともなり、シャーガス病の原因となる。トリパノソーマを媒介するブラジルサシガメなどの Triatoma 属の種が有名である。外形は、一般のカメムシ類に比べてやや細長い体型のものが多い傾向があり、カモドキサシガメ亜科のように非常に細いものもあるが、一部には腹部の両側が張り出した形のものもある。頭部は普通のカメムシ類が三角形であるのに対して、細長く、複眼は前胸から前方に離れており、左右に突き出していることが多い。また、普通は両複眼の間かその直後にある横溝で前頭部と後頭部とに分けられる。口器は3節からなる。
下唇が外を覆い内部に細い口針を格納した口吻で、普通のカメムシ類の口吻が針状で胸部の下に折り畳まれているのに比べ、はるかに太くて短く、頭部の前端から前方に突き出して下方に弓なりに湾曲し、鉤状になって頭部の下面に収まる。
胸部は幅広くはならず、前胸腹板にはヤスリ状の発音器を持つ。中胸腹板と後胸腹板は癒合し、比較的滑らかに腹部に続く。一部には翅を退化させたものがある。
ヤニサシガメのように樹上生活のものは、一般に脚が細長く動作が緩慢なものが多いのに対し、キイロサシガメのように地上生活のものは、太い脚を持ち活発なものが多い。何れも、前脚は（種によっては中脚も）太く発達し獲物を捕獲する目的に適しているが、カマキリの前脚の鎌のようにまで特殊化しているものは少ない。

## 生息環境
多くの種が山野に普通に生息する。樹上性のものや、地上性のものがある。それぞれに昆虫やクモなど小型の無脊椎動物などを餌としている。獲物の種類をあまりえり好みしない広食性の種類もあるが、限られた範囲の獲物しか狙わない狭食性の種類もある。狭食性のものの例としてはフサヒゲサシガメなど、いくつかの種はアリを捕食するのに特化しており、アリの巣周辺に陣取る。また、アカシマサシガメなどのようにヤスデしか捕食しないものもいくつか知られている。
種によっては、室内に生息する昆虫を求めて家屋内で生活するものがある。ヨーロッパではトコジラミ（いわゆるナンキンムシ）を獲物として屋内に生息する種があり、人体に集まるトコジラミを追って、やはり人体に接近、接触する場合がある。不用意に払いのけて刺されることがあり、しかもこれが痛むために嫌われる。特に唇を刺されることがよくあり、「接吻虫」の異名を持つと言う。また、オオトビサシガメなどのように、家屋の外壁・サッシ等の隙間または屋内で越冬する例も知られている。
哺乳類などの住みかに生息し、その血を吸うことを通常の習性にする種があり、ヒトを狙う種もある。中南米にはTriatoma、Rhodnius、Panstrongylusといった諸属の吸血性のサシガメが約90種知られており、その一部がシャーガス病の病原体を媒介することが知られている。日本にはネズミを宿主とするオオサシガメTriatoma rubrofasciata (De Geer, 1773)が沖縄に分布しており、ネズミが巣を去ったり駆除されたりしたときに飢えてヒトからも吸血することが知られている。ただ、高度経済成長期以降は人の住居が旧来の木造民家からコンクリート建築に置き換わってきたため、稀なものとなってきている。
特殊な性質として、ヨコヅナサシガメは、集団越冬をすることが知られている。特にサクラの木の表面の窪みを好み、生息域では桜並木にも越冬集団をよく見かける。

## 利害

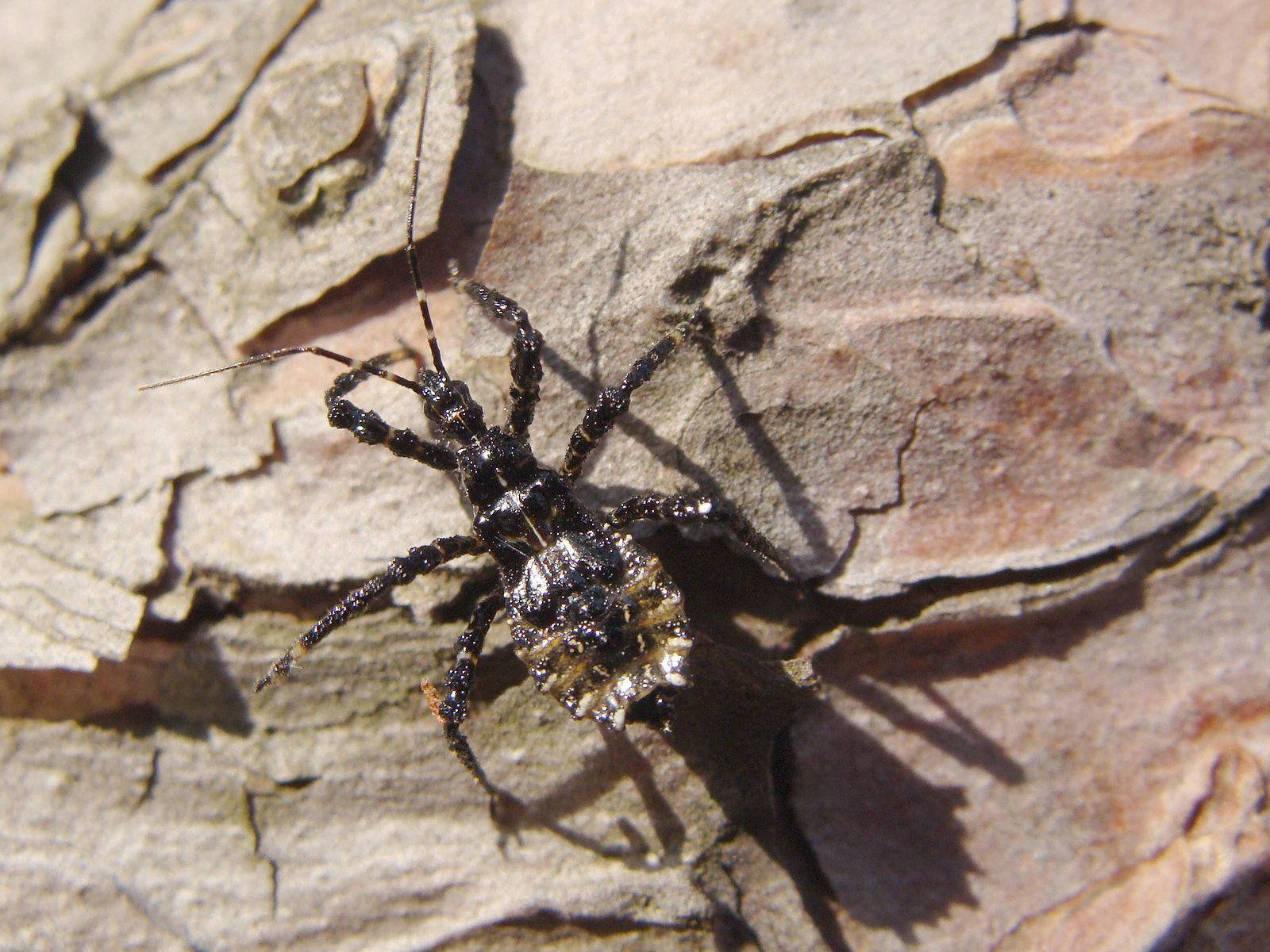
マツの樹皮上のヤニサシガメ幼虫

多くの種は昆虫を主食とすることから、田畑においては害虫を食う益虫としての役割が期待できる。例えば松の葉を食い荒らし幼虫の毒針が人体被害を引き起こすマツカレハにとっては、ヤニサシガメは有力な天敵である。しかしながら、サシガメを捕らえたときや触れたときに、口針でヒトを刺すことがあり、このとき獲物を仕留めるために用いられる毒が注入されるので非常に強い痛みを感じる。多くの非社会性のハチより痛いくらいで、刺されたときの痛みが強い部類であるアシナガバチやベッコウバチ類の毒針に刺されたときの痛みに匹敵する。昆虫学者のエヴァンズは自分が首筋を刺されたときのことを述べ、数日間は捕虫網が振れなかったと言っている。また、中央アジアの王達が捕虜を拷問するのにこの類の虫を使ったとの話を伝えている。
吸血性の種は、衛生害虫として扱われる。吸血時に捕食性の種に刺されたときのような激痛は起きないが、吸血後に著しく発赤、腫脹し、灼熱感を伴う。中南米産の約90種の吸血性サシガメのうち約50種から寄生性の原虫 Trypanosoma cruzi が検出されており、うち10 - 12種がヒトなどの動物に病原体の媒介を引き起こしているとされる。Trypanosoma cruzi の感染症は、アメリカトリパノソーマ症、あるいはシャーガス病として知られている。ヒトへの感染を引き起こす媒介種として、ブラジル南部、ウルグアイ、パラグアイ、ボリビア、アルゼンチン、チリなどに分布するブラジルサシガメ Triatoma infestans 中央アメリカからメキシコにかけて分布するメキシコサシガメ Triatoma dimidiata とベネズエラサシガメ Rhodnius prolixus 、ブラジルの一部地方に分布するアカモンサシガメ Panstrongylus megistus の4種の住家性種が特に重視されている。
上記の吸血性のサシガメのうち、ベネズエラサシガメは昆虫の変態とホルモンの関係に関する研究のモデル生物として利用されている。
他のカメムシ亜目の昆虫と同様に、サシガメも独特の臭いを持つものがあり、手に取ったりすると暫く臭いが染み付くことがある。

## 分類
サシガメ科の下にはこれまでに32ほどの亜科が創設されたが、そのうちのいくつかはシノニムとみなされており、現在は25亜科ほどが認められている。ただし研究者によって多少の考え方の違いがあるのは他の昆虫同様である。
- Apiomerinae 亜科
- Bactrodinae 亜科
- Centrocneminae 亜科
- Cetherinae 亜科
- Diaspidinae 亜科
- Ectrichodiinae ビロウドサシガメ亜科：ビロウドサシガメ
- Elasmodeminae亜科
- Emesinae カモドキサシガメ亜科（アシナガサシガメ亜科）
- Hammacerinae 亜科
- Harpactorinae モンシロサシガメ亜科：シマサシガメ・ヨコヅナサシガメ ・アカサシガメ・ヒゲナガサシガメ
- Holoptilinae 亜科
- Peiratinae クロモンサシガメ亜科：キイロサシガメ
- Phonolibinae 亜科
- Phymatinae ヒゲブトサシガメ亜科
- Physoderinae 亜科
- Rhabdocorinae 亜科
- Rhaphidosominae 亜科
- Reduvinae　クビアカサシガメ亜科：クビアカサシガメ
- Saicinae 亜科
- Salyavatinae 亜科
- Stenopodainae　トビイロサシガメ亜科
- Tegeinae 亜科
- Triatominae　オオサシガメ亜科
- Tribelocephalinae 亜科
- Visayanocorinae 亜科